# Chuck Eddy
Chuck Eddy (Detroit, 26 novembre 1960) è un critico musicale statunitense.

## Carriera
Chuck Eddy nacque a Detroit, Michigan. Dopo aver iniziato come critico musicale per The Village Voice e Creem, in cui pubblicò a metà anni ottanta una delle prime interviste ai Beastie Boys, scrisse poi Rolling Stone, Spin, Entertainment Weekly e altre pubblicazioni nazionali e locali. Fu autore di quattro libri: Stairway to Hell: The 500 Best Heavy Metal Albums in the Universe, The Accidental Evolution of Rock and Roll, Rock and Roll Always Forgets: A Quarter Century of Music Criticism e Terminated for Reasons of Taste: Other Ways to Hear Essential and Inessential Music.
Nel 1999 venne ingaggiato come editor musicale da The Village Voice, che fece per sette anni. Dopo essere stato licenziato per motivi di "gusto" in seguito alla fusione di Village Voice Media con New Times nel 2006, curò brevemente un blog heavy metal tre volte alla settimana per URGE di MTV e una pagina mensile di recensioni di CD capsule in Harp chiamata The Last Roundup. Dal 2006 al 2007, Eddy lavorò come senior editor di Billboard magazine per poi lavorare come freelance ad Austin, Texas.
In molte antologie curò dei capitoli, come The Rolling Stone Illustrated History of Rock and Roll (Random House, 1992); Spin Alternative Record Guide (Vintage, 1995); Stars Don’t Stand Still in the Sky: Music And Myth (NYU Press, 1999); Bubblegum Music Is the Naked Truth (Feral House, 2001); Creem: America’s Only Rock ‘N’ Roll Magazine (Collins, 2007); and 1000 Songs To Change Your Life (Time Out, 2008).